# Клои Ким
Клои Ким (на английски: Chloe Kim; на корейски: 김선) е американска сноубордистка.
Олимпийска шампионка в халфпайпа на зимните олимпийски игри в Пьонгчанг през 2018 г..

## Биография
Родена на 23 април 2000 г. в Лонг Бийч, САЩ. Родители Боран Юн Ким и Джонг Джин Ким.
Дебют за Световната купа на 7 септември 2005 г. В националния отбор на САЩ от 2013 г.

## Успехи
Олимпийски игри
- Шампион (1): 2018

## Участия на зимни олимпийски игри
| Олимпийски игри            | Място     | Държава    | дисциплина | класиране |
| -------------------------- | --------- | ---------- | ---------- | --------- |
| Зимни олимпийски игри 2018 | Пьонгчанг | Южна Корея | халфпайп   | Шампион   |